# Lavoye
Lavoye est une commune française située dans le département de la Meuse, en région Grand Est.

## Géographie
Lavoye est un petit village situé dans le département de la Meuse et la région Grand Est. La commune est située à une trentaine de kilomètres à l'Ouest de Verdun, à 9 km de Clermont-en-Argonne et à une centaine de kilomètres à l'Est de Reims.

### Communes limitrophes
| Froidos | Froidos             | Julvécourt          |
| Froidos | Lavoye              | Autrécourt-sur-Aire |
| Waly    | Autrécourt-sur-Aire | Autrécourt-sur-Aire |

### Hydrographie
La commune est dans la région hydrographique « la Seine du confluent de l'Oise (inclus) à l'embouchure » au sein du bassin Seine-Normandie. Elle est drainée par l'Aire, le Fossé 03 de la commune de Lavoye, le Fossé de la Côte Maurette, le ruisseau la blonde, le cours d'eau 01 de l'Étang des Parois et divers autres petits cours d'eau,.
L'Aire, d'une longueur de 125 km, prend sa source dans la commune de Saint-Aubin-sur-Aire, à 324 m d'altitude, et se jette  dans l'Aisne, en rive droite à Senuc, à 104 m d'altitude, après avoir traversé 36 communes. 

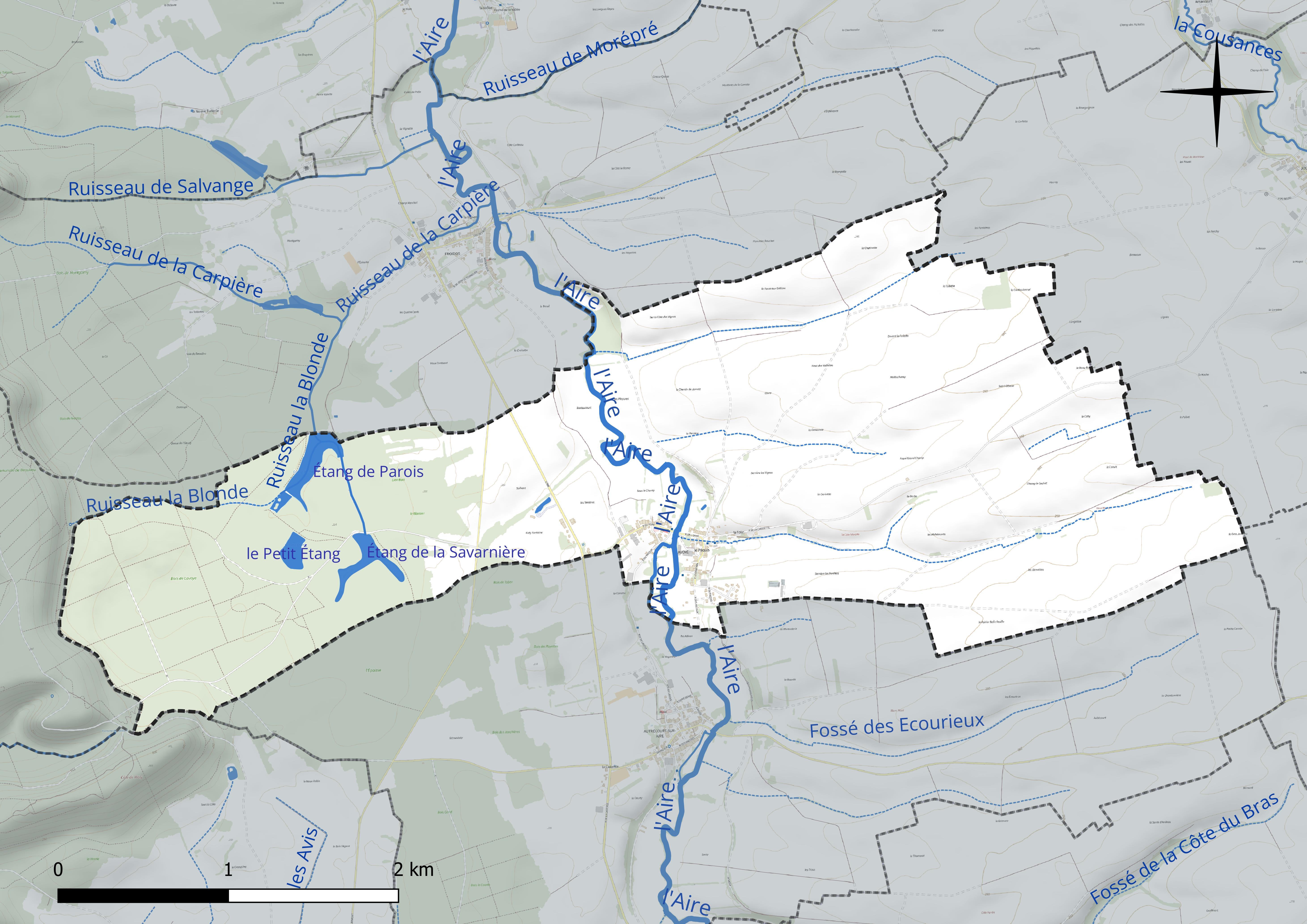
Réseau hydrographique de Lavoye.

Trois plans d'eau complètent le réseau hydrographique : le Petit étang (2,1 ha), l'étang de la Savarnière (4 ha) et l'étang de Parois (5,6 ha),.

### Climat
Pour des articles plus généraux, voir Climat du Grand Est et Climat de la Meuse.
En 2010, le climat de la commune est de type climat de montagne, selon une étude du Centre national de la recherche scientifique s'appuyant sur une série de données couvrant la période 1971-2000. En 2020, Météo-France publie une typologie des climats de la France métropolitaine dans laquelle la commune est exposée à un climat océanique altéré et est dans la région climatique  Lorraine, plateau de Langres, Morvan, caractérisée par un hiver rude (1,5 °C), des vents modérés et des brouillards fréquents en automne et hiver. 
Pour la période 1971-2000, la température annuelle moyenne est de 9,7 °C, avec une amplitude thermique annuelle de 15,8 °C. Le cumul annuel moyen de précipitations est de 984 mm, avec 13,9 jours de précipitations en janvier et 9,5 jours en juillet. Pour la période 1991-2020, la température moyenne annuelle observée sur la station météorologique de Météo-France la plus proche, « Triaucourt_sapc », sur la commune de Seuil-d'Argonne à 9 km à vol d'oiseau, est de 11,0 °C et le cumul annuel moyen de précipitations est de 796,7 mm. 
La température maximale relevée sur cette station est de 40,1 °C, atteinte le 25 juillet 2019 ; la température minimale est de −17,8 °C, atteinte le 20 décembre 2009,,. 
Les paramètres climatiques de la commune ont été estimés pour le milieu du siècle (2041-2070) selon différents scénarios d'émission de gaz à effet de serre à partir des nouvelles projections climatiques de référence DRIAS-2020. Ils sont consultables sur un site dédié publié par Météo-France en novembre 2022.

## Urbanisme

### Typologie
Au 1er janvier 2024, Lavoye est catégorisée commune rurale à habitat dispersé, selon la nouvelle grille communale de densité à sept niveaux définie par l'Insee en 2022.
Elle est située hors unité urbaine. Par ailleurs la commune fait partie de l'aire d'attraction de Verdun, dont elle est une commune de la couronne,. Cette aire, qui regroupe 103 communes, est catégorisée dans les aires de moins de 50 000 habitants,.

### Occupation des sols
L'occupation des sols de la commune, telle qu'elle ressort de la base de données européenne d’occupation biophysique des sols Corine Land Cover (CLC), est marquée par l'importance des territoires agricoles (70,4 % en 2018), une proportion sensiblement équivalente à celle de 1990 (70,3 %). La répartition détaillée en 2018 est la suivante : 
terres arables (63,9 %), forêts (27,1 %), prairies (6,5 %), zones urbanisées (2,5 %). L'évolution de l’occupation des sols de la commune et de ses infrastructures peut être observée sur les différentes représentations cartographiques du territoire : la carte de Cassini (XVIIIe siècle), la carte d'état-major (1820-1866) et les cartes ou photos aériennes de l'IGN pour la période actuelle (1950 à aujourd'hui).

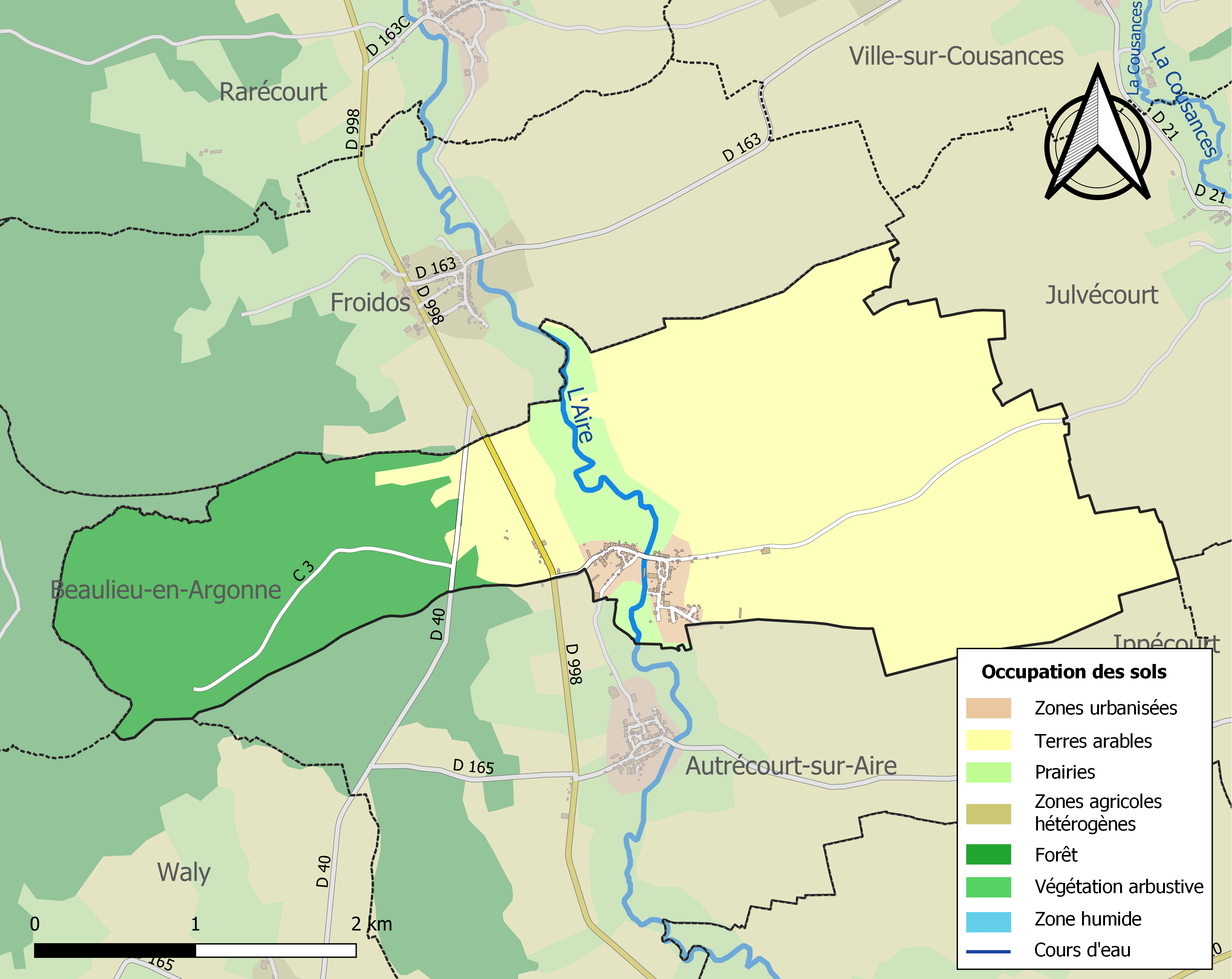
Carte des infrastructures et de l'occupation des sols de la commune en 2018 (CLC).

## Toponymie
Le nom de la localité est attesté sous les formes La Voix (1197) ; Lanoix (1556) ; L’Awa, l’Auva (1642) ; Lauva (1656) ; La Wa (1700) ; La Woye (1712) ; La Voye, Via (1738) ; Lewa, Lavoix (1745).

Du latin via qui signifie voie. Dans l'est de la France wa évolue en voi, voie, voie romaine de Verdun à Châlons-en-Champagne, avec un gué sur la rivière l'Aire.

## Histoire
L'occupation de Lavoye remonte à la préhistoire : de nombreux éclats de silex et pointes de flèches ont été collectés sur le site du village et dans les champs alentour et il semble que les foyers d'occupation aient donné lieu à une implantation durable au néolithique puis aux époques celtiques.
Après la conquête romaine, Lavoye devient à partir du IIe siècle un important centre de production céramique reprenant les techniques italiques de la céramique sigillée. Lavoye est la principale officine des ateliers céramiques de l'Argonne de l'époque gallo-romaine. Les fouilles menées par le Dr Meunier et son gendre Georges Chenet à la fin du XIXe siècle et au début du XXe siècle mettent au jour les vestiges d'une bourgade d'importance et de nombreux fours aux déchets de cuisson conséquents. On a pu déterminer que les ateliers ont produit de la céramique commune, de la céramique dans la tradition gallo-belge et des types de sigillée lisse et décorée au moule. De très nombreux outils de potiers, des poinçons et molettes de même qu'un ensemble de céramiques ont été déposés au musée des Antiquités Nationales après la mort de Georges Chenet et bien que ses collections aient été pillées au cours de la Première Guerre mondiale. Au IVe siècle, les productions s'orientent davantage vers une céramique sigillée décorée à la molette dont les décors deviennent de plus en plus élaborés. Le site de Lavoye a également mis en évidence des ateliers de fontes et de verriers limitrophes de la commune voisine de Froidos. Largement identifiable aux poinçons des potiers et aux décors de molettes, la sigillée de Lavoye fut exportée en masse en Gaule belgique et en Germanie.
De l'époque mérovingienne, une nécropole de grande importance fouillée par Georges Chenet témoigne d'une occupation tardive. Les tombes de différentes natures ont révélé un mobilier fort riche, notamment celle d'un chef franc contenant une buire ornée de plaques de bronze estampées aux décors chrétiens parmi les plus anciens recensés en Gaule.
Lavoye connaît une activité céramique jusqu'au XIXe siècle dans la tradition des faïences de l'Argonne. La fermeture des faïenceries et deux vagues de choléra  amorcent le déclin démographique du village au milieu du XIXe siècle. L'exploitation des coquins (nodules de phosphates extraits du sous-sol et utilisés comme engrais) redonne un élan à la commune jusqu'à la Première Guerre mondiale.

## Politique et administration
| Période                                  | Période   | Identité                                       | Étiquette | Qualité                                                     |
| ---------------------------------------- | --------- | ---------------------------------------------- | --------- | ----------------------------------------------------------- |
| Les données manquantes sont à compléter. |           |                                                |           |                                                             |
| avant 1988                               | ?         | Claude Pérard                                  |           |                                                             |
| mars 2001                                | mars 2014 | Olivier Chazal                                 | UMP       | Conseiller général du canton de Seuil-d'Argonne (1998-2011) |
| mars 2014                                | En cours  | Christian Weiss Réélu pour le mandat 2020-2026 |           | Ancien agriculteur                                          |

## Population et société

### Démographie
L'évolution du nombre d'habitants est connue à travers les recensements de la population effectués dans la commune depuis 1793. Pour les communes de moins de 10 000 habitants, une enquête de recensement portant sur toute la population est réalisée tous les cinq ans, les populations de référence des années intermédiaires étant quant à elles estimées par interpolation ou extrapolation. Pour la commune, le premier recensement exhaustif entrant dans le cadre du nouveau dispositif a été réalisé en 2007.

En 2022, la commune comptait 145 habitants, en évolution de −3,33 % par rapport à 2016 (Meuse : −4,4 %, France hors Mayotte : +2,11 %).
| 1793 | 1800 | 1806 | 1821 | 1831 | 1836 | 1841 | 1846 | 1851 |
| ---- | ---- | ---- | ---- | ---- | ---- | ---- | ---- | ---- |
| 351  | 370  | 387  | 455  | 542  | 565  | 524  | 543  | 488  |

| 1856 | 1861 | 1866 | 1872 | 1876 | 1881 | 1886 | 1891 | 1896 |
| ---- | ---- | ---- | ---- | ---- | ---- | ---- | ---- | ---- |
| 419  | 430  | 394  | 371  | 346  | 344  | 377  | 346  | 340  |

| 1901 | 1906 | 1911 | 1921 | 1926 | 1931 | 1936 | 1946 | 1954 |
| ---- | ---- | ---- | ---- | ---- | ---- | ---- | ---- | ---- |
| 318  | 313  | 304  | 236  | 241  | 234  | 220  | 199  | 216  |

| 1962 | 1968 | 1975 | 1982 | 1990 | 1999 | 2006 | 2007 | 2012 |
| ---- | ---- | ---- | ---- | ---- | ---- | ---- | ---- | ---- |
| 207  | 201  | 164  | 164  | 169  | 152  | 163  | 165  | 150  |

| 2017 | 2022 | - | - | - | - | - | - | - |
| ---- | ---- | - | - | - | - | - | - | - |
| 153  | 145  | - | - | - | - | - | - | - |

## Culture locale et patrimoine

### Lieux et monuments
- Église Saint-Martin.

### Héraldique
| Blason de Lavoye | Blason  | Tiercé en pairle : au 1er de sinople à l'assiette d'argent ornée d'un brin de bleuet tigé et feuillé de sinople et fleuri d'azur et au liseré du même, au 2e de gueules à l'épée haute d'argent garnie d'or, au 3e d'or à la buire de gueules ; à la trangle ondée d'azur brochant en pointe sur la partition. |
| Blason de Lavoye | Détails | Création de R.A. Louis avec les conseils de la commission héraldique de l'UCGL. Adopté par la commune en juillet 2013. |